# Osmay Acosta
Osmay Acosta Méndez Duarte (* 3. dubna 1985, Havana) je bývalý kubánský amatérský boxer těžké váhy, který boxoval v letech 2001–2010, zúčastnil se Letních olympijských her 2008 v Pekingu a získal zde bronzovou medaili, o rok později získal stříbrnou medaili na amatérském mistrovství světa.

## Počátky boxerské dráhy
Acosta zazářil už v dorosteneckém věku, kdy se stal mistrem světa kadetů do 75 kg (2001 v Baku) a o rok později v téže váze v Santiagu de Cuba juniorským světovým šampiónem. Tyto úspěchy vložily do mladého boxera velké naděje, které však dlouho nedovedl naplnit. Na mezinárodním poli se prosadil vítězstvím na Středoamerických a karibských hrách v kolumbijské Cartageně v červenci 2006.

## Úspěšná léta a závěr kariéry
V lednu 2007 se konečně prosadil doma, když získal titul mistra země v těžké váze. Nato si v kvalifikaci vybojoval v Barquisimetu ve Venezuele účast na Panamerických hrách do Rio de Janeira, kde ve finále porazil svého „věčného“ soupeře José Payarese z Venezuely. V tomto roce boxoval ve velké formě a vyhrál množství dalších mezinárodních soutěží. Mohl litovat jen toho, že se Kuba neúčastnila mistrovství světa, konaného v Chicagu.
V březnu 2008 se zúčastnil americké boxerské kvalifikace na olympijské hry do Pekingu v Puerto Espaňa na Trinidadu. Přípravou na olympiádu byl Turnaj bratří Kličků v Kyjevě, kde ve finále podlehl Ukrajinci Oleksandru Usykovi, načež v červnu vyhrál tradiční Cenu Ústí nad Labem. Do Česka se vrátil ještě v říjnu po olympiádě a zvítězil ve Velké ceně Ostravy. Rok 2009 uspořádal další mistrovství světa italský Milán. Acosta po řadě dalších turnajových kláních byl velkým favoritem a v září se mu v Miláně podle očekávání dařilo: Ira Cona Sheehana rozdrtil 11:0, stejně si poradil i s Tervelem Pulevem z Bulharska 11:2, trošku více práce měl ve čtvrtfinále s Maročanem Mohamedem Ardjaouim (6:2) a zajistil si medaili. V semifinále měl za soupeře Francouze Johna M‘Bumbu (9:2) a až dost krutá finálová porážka s Rusem Jegorem Mechoncevem 2:12 rozhodla o jeho stříbrné medaili.
Po sérii úspěchů z předchozích let znamenal rok 2010 pro Acostu rychlý ústup ze slávy. Vyhrál pouze dva turnaje a dvě další finálové účasti na nevýznamných turnajích znamenaly ztrátu další motivace a Acosta aktivní činnost ukončil.

## Osmay Acosta na olympijských hrách 2008
13. srpna 2008 začal v Pekingu boxerský turnaj šestnácti kvalifikovaných sportovců těžké váhy (do 91 kg). Acosta si snadno poradil s Nigerijcem Olanrewaju Durodolou (11:0), ve čtvrtfinále narazil na houževnatějšího Řeka Eliase Pavlidise a 22. srpna nastoupil k semifinálovému souboji s Rusem Rachimem Čachkijevem. Ten byl technicky přece jenom lepší a Acosta odešel poražen poměrem 5:10 a se ziskem bronzové medaile.